# سن-الی-دو-کاکستون، کبک
سن-الی-دو-کاکستون (به فرانسوی: Saint-Élie-de-Caxton) شهری در منطقه شهری ماسکینونژه ناحیه موریسی در استان کبک کانادا است. در سرشماری سال ۲۰۱۱ این شهر ۱٬۵۷۷ نفر جمعیت داشته‌است و مساحت آن ۱۱۸٫۷۵ کیلومتر مربع است.